# Stenanona panamensis
Stenanona panamensis là một loài thực vật thuộc họ Annonaceae. Loài này có ở Costa Rica và Panama. Chúng hiện đang bị đe dọa vì mất môi trường sống.